# Billy Holmes (cầu thủ bóng đá, sinh năm 1951)
William Gerald Holmes (4 tháng 2 năm 1951 – tháng 3 năm 1988) là một cầu thủ bóng đá người Anh thi đấu ở Football League ở vị trí tiền đạo, đáng chú ý nhất cho Barnet và Hereford United.

## Đời sống cá nhân
Sau khi giải nghệ, Holmes làm việc ở vị trí người nhà giữ kho vào tháng 3 năm 1988, ông tự tử khi mới 37 tuổi.

## Danh hiệu
Wimbledon
- Southern League Premier Division (2): 1975–76, 1976–77[3]

## Thống kê sự nghiệp
| Câu lạc bộ          | Mùa giải                   | Giải vô địch                      | Giải vô địch | Giải vô địch | Cúp FA | Cúp FA | Cúp Liên đoàn | Cúp Liên đoàn | Khác | Khác | Tổng | Tổng |
| Câu lạc bộ          | Mùa giải                   | Hạng đấu                          | Trận         | Bàn          | Trận   | Bàn    | Trận          | Bàn           | Trận | Bàn  | Trận | Bàn  |
| ------------------- | -------------------------- | --------------------------------- | ------------ | ------------ | ------ | ------ | ------------- | ------------- | ---- | ---- | ---- | ---- |
| Millwall            | 1970–71                    | Second Division                   | 1            | 0            | 0      | 0      | 0             | 0             | —    | —    | 1    | 0    |
| Hereford United     | 1977–78                    | Third Division                    | 15           | 2            | 2      | 0      | —             | —             | —    | —    | 17   | 2    |
| Hereford United     | 1978–79                    | Fourth Division                   | 16           | 3            | 0      | 0      | 3             | 1             | —    | —    | 19   | 4    |
| Hereford United     | Tổng                       | Tổng                              | 31           | 5            | 2      | 0      | 3             | 1             | —    | —    | 36   | 6    |
| Aylesbury United    | 1979–80                    | Southern League Southern Division | 0            | 0            | 1      | 0      | —             | —             | —    | —    | 1    | 0    |
| Brentford           | 1979–80                    | Third Division                    | 15           | 2            | 0      | 0      | 0             | 0             | —    | —    | 15   | 2    |
| Aylesbury United    | 1980–81                    | Southern League Southern Division | 42           | 16           | 7      | 3      | —             | —             | 13   | 2    | 62   | 21   |
| Aylesbury United    | Tổng cộng Aylesbury United | Tổng cộng Aylesbury United        | 42           | 16           | 8      | 3      | —             | —             | 13   | 2    | 63   | 21   |
| Tổng cộng sự nghiệp | Tổng cộng sự nghiệp        | Tổng cộng sự nghiệp               | 88           | 23           | 10     | 3      | 3             | 1             | 13   | 2    | 115  | 29   |

1. ↑  10 trận và 2 bàn ở FA Trophy, 3 lần ra sân ở Berks & Bucks Senior Cup.